# 根纳季·罗日杰斯特文斯基
根纳季·尼古拉耶维奇·罗日杰斯特文斯基，CBE（俄语：Геннадий Николаевич Рождественский，1931年5月4日—2018年6月16日），中文也简称“老罗”、“罗日杰”、“红色魔棒”，是俄罗斯指挥家。

## 生平
1931年5月4日生于苏联莫斯科，父亲为指挥家、莫斯科音乐学院教授尼古拉·阿诺索夫，李德伦、郑小瑛都是他的学生。母亲为女高音娜塔莉亚·罗日杰斯特文斯卡娅，曾获苏联人民艺术家称号。
他在莫斯科音乐学院跟随父亲学习指挥，跟随列夫·奥博林学习钢琴。20岁时在莫斯科大剧院登台指挥《胡桃夹子》，声名鹊起。1955年毕业时在莫斯科大剧院乐团指挥芭蕾舞剧《灰姑娘》获得成功。1951-1961年在莫斯科大剧院乐团任指挥，1964-1970年任首席指挥。1961-1974年任全联盟广播电视台交响乐团首席指挥和艺术总监。1971年成为莫斯科室内歌剧院的创始指挥，并与之广泛巡演。1974-1978年任斯德哥尔摩爱乐乐团艺术总监，并于1991-1995年再次担任。1978-1981年，任BBC交响乐团首席指挥。1981-1983年，任维也纳交响乐团音乐总监。1982-1991年，任苏联文化部交响乐团音乐总监。
他还指挥了著名芭蕾舞剧《斯巴达克斯》的世界首演，本杰明·布里顿歌剧《仲夏夜之梦》在俄罗斯的首演（1965年），以及1962年爱丁堡音乐节上的肖斯塔科维奇第四交响曲在西方的首演。
2000年，罗日杰斯特文斯基成为莫斯科大剧院的总艺术总监，并于2001年指挥普罗科菲耶夫的歌剧《赌徒》（The Gambler）原始版本的全球首演。不久之后辞职，理由是歌手开小差、制作问题和莫斯科媒体的敌对报道。
2011-2018年，罗日杰斯特文斯基任冰岛交响乐团客座指挥。2011-2018年，任圣彼得堡爱乐乐团首席客座指挥。
2008年11月曾在美国波士顿交响乐团音乐会前罢演。
2018年6月16日罗日杰斯特文斯基在莫斯科去世，享年87岁。
有多部作品题献给罗日杰斯特文斯基，其中包括古拜杜丽娜的交响曲《Stimmen... Verstummen...》，施尼特凯的多部作品，如第一、第八和第九交响曲。
中国指挥家张国勇是罗日杰斯特文斯基的学生。

## 家庭
罗日杰斯特文斯基的夫人维多利亚·波斯特尼科娃是钢琴独奏家，出生于莫斯科音乐世家，7岁便与管弦乐团做公开演出。

## 在华演出
1996年，中国国家交响乐团初期与罗日杰斯特文斯基在保利剧院进行了合作演出。
2012年6月18日至23日在青岛举办的第一届李德伦全国指挥比赛上，81岁的罗日杰斯特文斯基作为评委会主席领衔执评该赛事。
2013年3月初，他执棒北京交响乐团，在北京国家大剧院音乐厅为观众奉献了一场拉赫玛尼诺夫作品专场。3月中旬访问杭州，携手杭州爱乐乐团，在杭州大剧院上演了《绝对的拉赫玛尼诺夫》音乐会。

## 录音
罗日杰斯特文斯基苏联文化部交响乐团合作录制过肖斯塔科维奇、格拉祖诺夫、布鲁克纳、施尼特凯和阿尔蒂尔·奥涅格的全套交响曲，并由旋律唱片公司发行。

## 获奖与荣誉
苏联

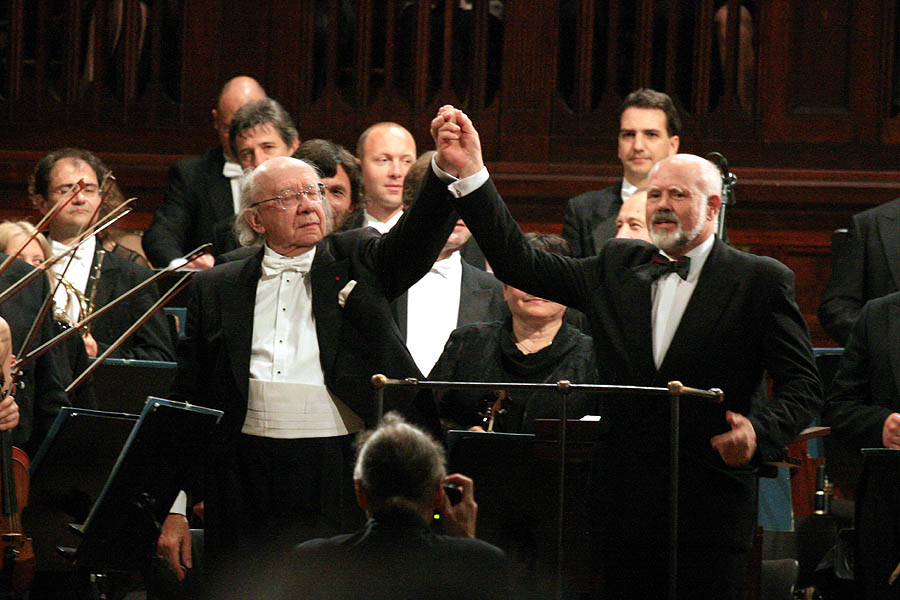
2007年与捷克作曲家卢卡斯·马图塞克在布拉格之春闭幕音乐会上

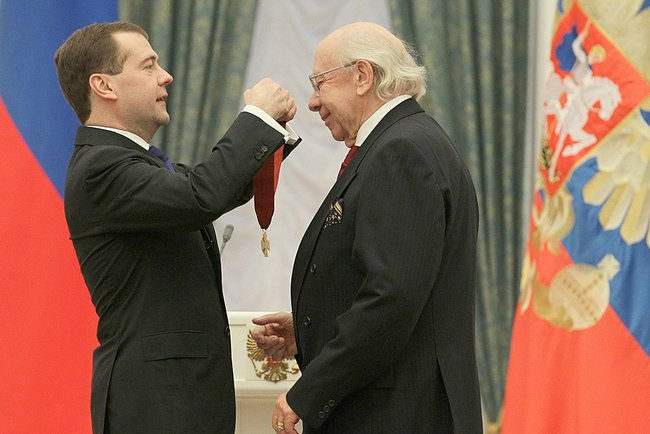
2011年12月29日授勋仪式与梅德维杰夫合影

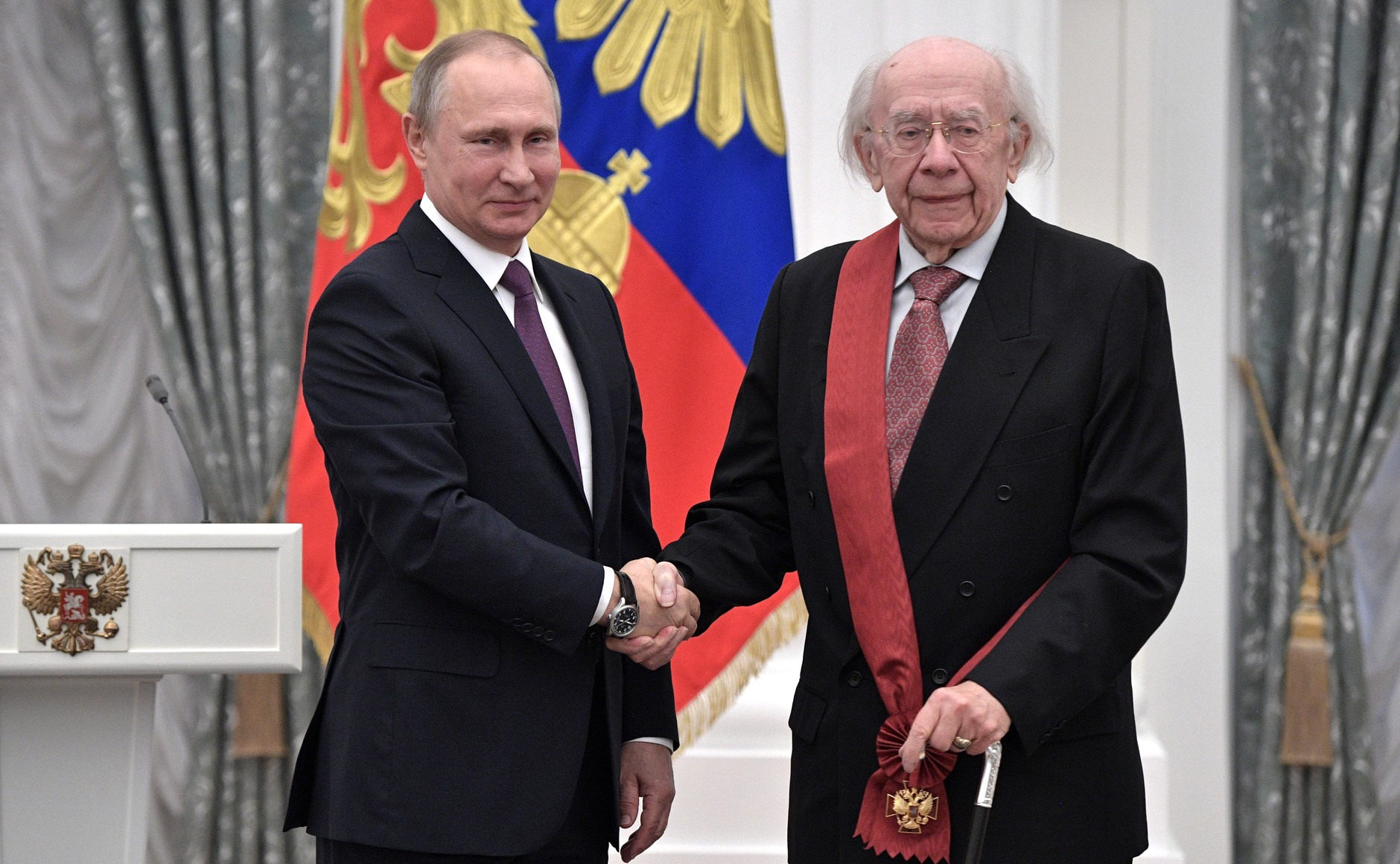
2017年5月24日被授予一级祖国功勋勋章

- 社会主义劳动英雄荣誉称号、镰刀与锤子奖章及列宁勋章（1990年10月18日）
- 俄罗斯苏维埃联邦社会主义共和国功勋艺术家（1959年9月15日）
- 俄罗斯苏维埃联邦社会主义共和国人民艺术家（1966年5月24日）
- 苏联人民艺术家（1976年5月25日）
- 劳动红旗勋章（两次：1967年10月27日；1981年5月4日）
- 列宁奖（1970年）

俄罗斯联邦
- 一级祖国功勋勋章（2017年2月13日）
- 二级祖国功勋勋章（2011年4月22日）
- 三级祖国功勋勋章（2007年1月31日）
- 四级祖国功勋勋章（2001年4月26日）
- 俄罗斯联邦国家奖（1995年）

其他
- 大英帝國勳章（CBE）（英国，2014年）
- 军官级法国荣誉军团勋章（法国，2003年）
- 勳三等旭日中綬章（日本，2002年）